# Capità general de Mallorca

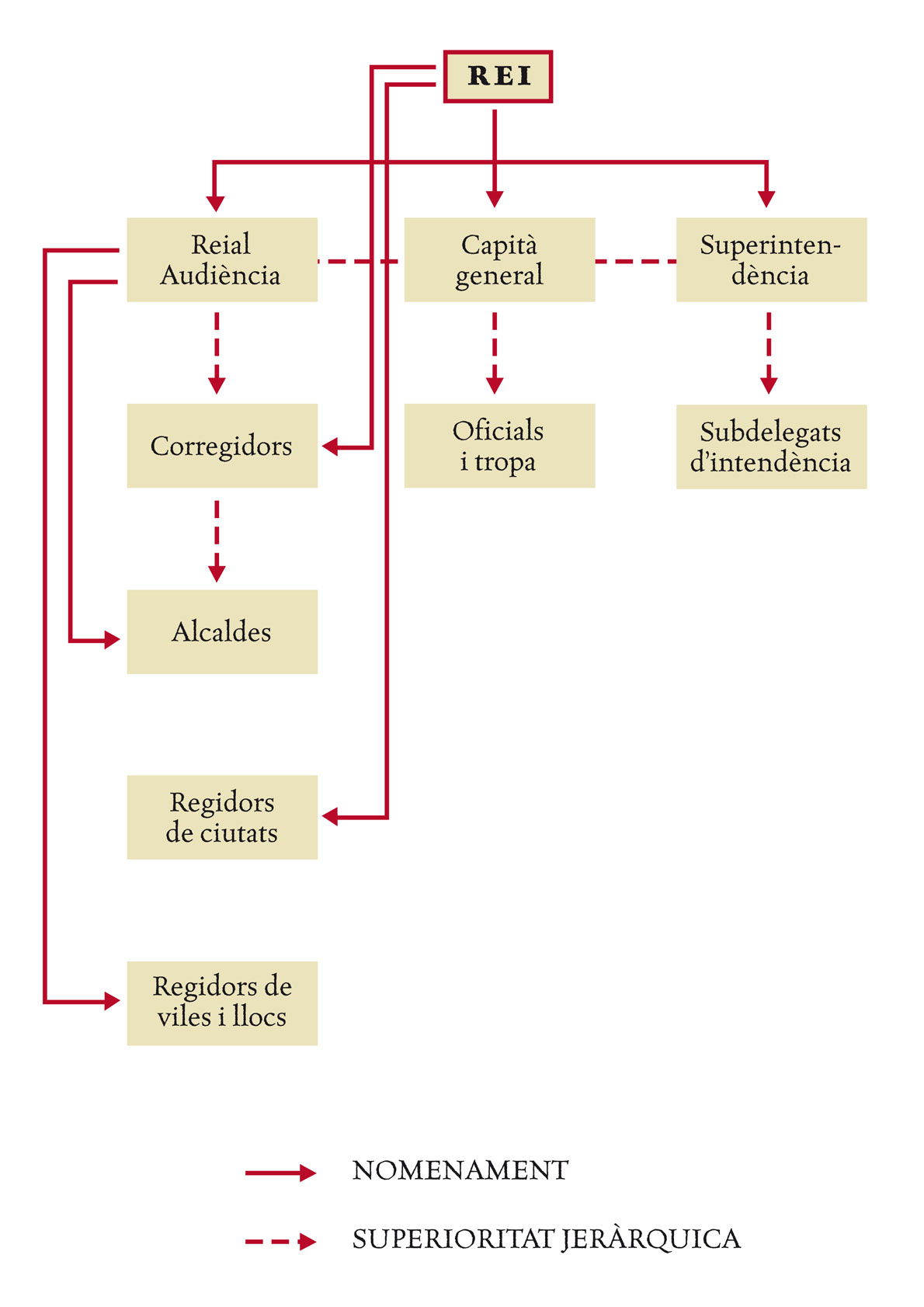
Esquema del sistema de govern borbònic basat en tres institucions polítiques: La nova Reial Audiència per fer complir les noves lleis, el Capità general que regia sobre el nombrós exèrcit que garantia l'ocupació, i el Superintendent que cobrava la gravosa fiscalitat que es va imposar als vençuts. Fins i tot els nomenaments més locals depenien directament de la monarquia.

El capità general de Mallorca fou un càrrec creat en lloc del Virrei de Mallorca a la fi de la Guerra de Successió en aplicació dels Decrets de Nova Planta que substituïren les lleis i institucions del Regne de Mallorca i la resta de la Corona d'Aragó.
Entre 1715 i 1782 el capità general només tenia jurisdicció sobre les illes de Mallorca i Eivissa. Des de 1782, quan Menorca fou incorporada a la corona espanyola, es va estendre la seva jurisdicció a la totalitat de les illes Balears.
Mitjançant un decret de 1841 de Baldomero Espartero es van establir 14 capitanies generals arreu de l'Estat espanyol, una de les quals tenia la caserna general a Palma. Des d'aleshores ja seria conegut com a Capità general de Balears. Les unitats militars a les Illes Balears foren posades sota comandament d'un capità general. Pel Reial Decret del 22 de març de 1893 Espanya es va dividir en set regions militars, però les illes Balears van constituir una capitania autònoma. Entre 1931 i 1939 va passar al rang de Comandància, però des de 1939 a 1997 tornà a ser capitania general sota comandament d'un tinent general.
Amb la nova reestructuració de regions militars de 1997 l'antiga capitania de Balears va rebre la denominació de Comandància General de Balears i posada sota el comandament d'un general de divisió i no d'un tinent general.

## Llista de capitans generals i comandants generals de Mallorca i de les illes Balears
Regnat de Felip V
- 1715. François Bidal d'Asfeld
- 1715- 1717. Juan Francisco de Bette y Croix marqués de Lede
- 1717- 1722. Juan de Acuña y Bejarano, marquès de Casafuerte
- 1722- 1726. José Antonio de Chaves Osorio
- 1726- 1736. Patricio Lawles Brian
- 1736. Gaspar Sanz de Antona
- 1736- 1739. Patricio Lawles Brian (2a vegada)
- 1739. Felipe Ramírez de Arellano y Fernández de Córdoba
- 1739. Gregori Gual Desmur i Pueyo
- 1739- 1743. José Vallejo Iturrizarra
- 1743. Gregori Gual Desmur i Pueyo (2a vegada)
- 1743- 1750. Juan Restituto Antolínez de Castro y Aguilera

Regnat de Ferran VI
- 1750- 1751. Gaspar de Cagigal y de la Vega
- 1751- 1752. José Basilio Aramburu Atorrasagasti
- 1752. Gregori Gual-Desmur i Pueyo (3a vegada)
- 1752- 1761. Luis González de Albelda y Cayro

Regnat de Carles III
- 1761- 1764. Francisco de Paula Bucareli y Ursúa
- 1764- 1765. Joan Ballester i Zafra
- 1765- 1780. Antoni d'Alòs i de Rius
- 1780- 1782. Joaquín de Mendoza-Pacheco y Correa de Franca
- 1782. Antonio Montaigne de la Perille
- 1782- 1791. Juan de Silva Pacheco Meneses y Rabata.
- 1782. Jaume Ballester de Togores i Sales
- 1782- 1784. Galceran de Vilalba-Meca i de Llorac.
- 1784- 1790. Antonio Gutiérrez y González-Varona

Regnat de Carles IV
- 1790. Ramón Santander Benicia
- 1790- 1793. Bernardo de Tortosa y Revel
- 1793- 1796. Manuel de Sentmenat-Oms de Santapau i de Cartellà
- 1796. Agustín de Lancaster y Araciel.
- 1796. Segimon Font i de Milans
- 1796- 1797. Valentín de Legallois Grimarest
- 1797- 1798. Antonio Cornel Ferraz Doz y Ferraz
- 1798. Gregorio García de la Cuesta
- 1798. Bernardo de Troncoso y Martínez del Rincón.
- 1798- 1799. Juan Joaquín de Oquendo y Gil.
- 1799- 1808. Joan Miquel de Vives i Feliu
- 1808. José Vargas

Regnat de Ferran VII
- 1808- 1809. Josep de Togores i Sanglada

Junta Suprema de Govern de les Balears
- 1809- 1810. Francisco de la Cuesta y Morlá
- José de Heredia y Velarde
- Antonio de Gregorio y Verdugo
- 1810- 1811. Galceran de Vilalba-Meca i de Llorac (2a vegada)
- Gregorio García de la Cuesta (2a vegada)
- 1811- 1812. Galceran de Vilalba-Meca i de Llorac (3a vegada)
- 1812- 1813. Antoine Malet, marqués de Coupigny

Regnat de Ferran VII (restauració)
- 1813- 1814. Antonio de Gregorio Verdugo (2a vegada).
- 1814- 1820 Antoine Malet, marqués de Coupigny (2a vegada).
- 1820- 1821. Antonio María Peón y Heredia
- 1821- 1823. Antonio de Zea y Zafra
- Ildefonso Díez de Rivera i Muro
- 1823- 1825. José Taberner y Franca
- 1825- 1828. Josep Maria d'Alòs i de Mora.
- Miguel de la Cabra.
- 1828- 1833. José Aymerich de Varas
- 1833. Juan Antonio Monet del Barrio

Regnat d'Isabel II
- 1833- 1836. Ramon Despuig i Saforteza
- Federico Castañón y Lorenzana
- 1836- 1838. Juan Antonio Barutell Martí y Viladomar
- 1838- 1839. Pedro Villacampa y Maza de Lizana
- Juan Antonio Aldama Irabien
- 1839- 1840. José Santos de la Hera y de la Puente
- 1840- 1843. Agustín Nogueras Pitarque
- 1843- 1847. Miguel Tacón y Rosique
- 1847- 1854. Fernando Cotoner y Chacón Manrique de Lara y Despuig.
- Facundo Infante Chávez.
- José Lemery e Ibarrola Ney
- 1854- 1855. Bernardo de Echaluce
- 1855- 1856. Narcís d'Ametller i Cabrera
- 1856- 1858. José María Marchessi y Oleaga
- 1858- 1859. Ramón de la Rocha y Duji
- 1859- 1860. Jaime Ortega y Olleta
- 1860- 1863. Pedro de Mendinueta y Mendinueta
- 1864- 1866. Joaquim de Bassols i de Maranyosa
- 1866- 1867. José de Reina y Frías
- 1867- 1868. José García de Paredes y Losada
- Buenaventura Carbó y Aloy

Regnat d'Amadeu I d'Espanya
- 1871- 1872. Joaquín Peralta y Pérez de Salcedo
- Juan Servert Fumagally
- 1872- 1873. Romualdo Crespo de la Guerra
- Gregorio Villavicencio Rosales

Primera República Espanyola
- 1873- 1874. Carlos Palanca Gutiérrez
- Antonio López de Letona y Lamas
- Gregorio Villavicencio Rosales (2a vegada)

Regnat d'Alfons XII d'Espanya
- 1874- 1878. Miguel de la Vega Inclán y Palma
- 1878- 1883. Joaquín Rodríguez Espina y García del Real
- 1883- 1886. Valerià Weyler i Nicolau

Regnat d'Alfons XIII d'Espanya
- 1886- 1887. Luis Fernández Golfín Ferrer
- 1887- 1888. Zacarías González Goyeneche
- 1888- 1891. Manuel Armiñán Gutiérrez
- 1891- 1892. Antonio Moltó y Díaz-Berrio
- 1892- 1893. José Gamir y Maladen
- 1893- 1896. Agustín Araoz Balmaseda
- 1896- 1897. Miguel Correa y García
- Joaquín Ahumada Centurión
- Álvaro Suárez Valdés y Rodríguez San Pedro
- 1897- 1901. Rosendo Moiño Mendoza
- 1901- 1902. Francisco Loño y Pérez
- 1902- 1903. Enrique Zappino Moreno
- 1903- 1910. Ricardo de Ortega y Díez
- 1910- 1911. Emilio March García
- 1911- 1914 Wenceslao Molins y Lemaur
- 1914- 1916 Francesc de Paula de Borbó i Castellví
- 1916- 1917 Francisco Pérez Clemente
- 1917- 1918 Ramón García y Menacho
- 1918- 1921. Francisco San Martín y Patiño
- 1921- 1923 Leopoldo Heredia Delgado
- Ventura Fontán y Pérez de Santamarina
- 1923- 1924. Fernando Carbó Diaz
- 1924- 1926 José Cavalcanti de Alburquerque y Padierna
- 1926- 1927 Luis Aizpuru Mondéjar
- 1927- 1930 Enrique Marzo Balaguer
- Rafael Pérez Herrera
- 1930- 1931 Enrique Marzo Balaguer (2a vegada)

Segona República Espanyola
- 1931- 1932. Virgilio Cabanellas Ferrer
- 1932- 1933. Miguel Núñez de Prado Susbielas.
- 1933- 1935 Francisco Franco Bahamonde
- Manuel Goded Llopis
- 1935- 1936 Carlos Masquelet Lacaci
- Manuel Goded Llopis. (2a vegada)
- Aurelio Díaz de Freijo Durá
- Luis García Ruiz

Dictadura franquista
- 1936- 1937 Trinidad Benjumeda del Rey
- 1937- 1939 Enrique Cánovas Lacruz
- Miguel Ponte Manso de Zúñiga.
- 1939- 1941 Alfredo Kindelán y Duany
- 1941. Juan Bautista Sánchez González
- Eugenio Espinosa de los Monteros y Bermejillo.
- 1942-1945. Juan Bautista Sánchez González (2a vegada).
- Salvador Múgica Buhigas.
- 1945- 1948. Carlos Asensio Cabanillas
- 1948- 1952. Eduardo Sáenz de Buruaga y Polanco
- Antonio Alcubilla Pérez
- 1952- 1954. Alejandro Utrilla Belbel
- 1954- 1957. Antonio Castejón Espinosa
- 1957- 1959. José Cuesta Monereo
- 1959- 1961. José Sotelo García
- 1961- 1963. Mariano Alonso Alonso
- Rafael Cavanillas Prosper
- 1963- 1965. Ramón Rodríguez Vita
- 1965- 1968. Benigno Cabrero Lozano
- 1968- 1970. Iñigo de Arteaga y Falguera
- 1970- 1971. Mariano Fernández Gavarrón
- 1971- 1974. Juan Herrera López
- Fernando de Santiago y Díaz de Mendívil
- 1974- 1977. Emilio de la Cierva Miranda

Regnat de Joan Carles I
- 1977- 1979. Manuel Nadal Romero
- 1979- 1981. Manuel de la Torre Pascual
- 1981- 1983. Antonio Pascual Galmés
- Joaquín Ruiz de Oña González
- 1983- 1986. Domingo Jiménez Riutort
- 1986- 1989. José Valdés González Roldán.
- 1989- 1991. Antonio Vázquez Gimeno.
- 1991- 1993. Jesús Rodríguez Saiz.
- 1993- 1995. Antonio Mir Salas.
- 1995- 1997. Ricardo Serrano González.
- 1997- 1998. Andrés Mas Chao.
- 1998- 2002. Tomás Formentín Capilla.
- Juan Yagüe Martinez del Campo.
- 2002- 2005. Luis Peláez Campomanes.
- 2005- 2008. José Emilio Roldán Pascual.
- 2008- 2009. Juan Carlos Domingo Guerra
- 2009- 2011. Juan Mariano Estaún Solanilla.
- 2011- 2013. Adolfo Orozco López.
- 2013-2014. Casimiro Sanjuan Martínez.
- 2014-2017 Fernando Aznar Ladrón de Guevara
- 2017- Juan Cifuentes Álvarez